# Elisha E. Meredith

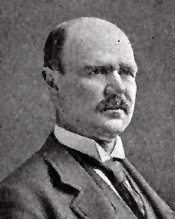
Elisha E. Meredith

Elisha Edward Meredith (* 26. Dezember 1848 im Sumter County, Alabama; † 29. Juli 1900 in Manassas, Virginia) war ein US-amerikanischer Politiker. Zwischen 1891 und 1897 vertrat er den Bundesstaat Virginia im US-Repräsentantenhaus.

## Leben
Elisha Meredith besuchte das Hampden-Sydney College in Virginia. Er studierte die Rechtswissenschaften, wurde 1869 als Anwalt zugelassen und begann im Prince William County in diesem Beruf zu arbeiten. Dort war er zwischen 1876 und 1883 auch Bezirksstaatsanwalt. Gleichzeitig schlug er als Mitglied der Demokratischen Partei eine politische Laufbahn ein. Von 1883 bis 1887 gehörte er dem Senat von Virginia an.
Nach dem Tod des Abgeordneten William Henry Fitzhugh Lee wurde Meredith bei der fälligen Nachwahl für den achten Sitz von Virginia als dessen Nachfolger in das US-Repräsentantenhaus in Washington, D.C. gewählt, wo er am 9. Dezember 1891 sein neues Mandat antrat. Nach zwei Wiederwahlen konnte er bis zum 3. März 1897 im Kongress verbleiben. Nach dem Ende seiner Zeit im US-Repräsentantenhaus praktizierte Elisha Meredith wieder als Rechtsanwalt. Er starb am 29. Juli 1900 in Manassas, wo er auch beigesetzt wurde.